# 功德林上海素食
功德林上海素食，是香港連鎖素食餐廳。

## 概述
二十世紀九十年代初，由中國著名藝人王丹鳳與丈夫柳和清在香港銅鑼灣創立。夫婦二人參與研究菜式，在佛教界及演藝界都為人知曉，受當地藝人菁睞。
至2003年，餐廳轉賣給四州集團。2019年，是唯一入選《米芝蓮指南香港澳門 2019》的素食餐廳。

## 外部連結
- 四州集團網站（页面存档备份，存于）